# Całostka

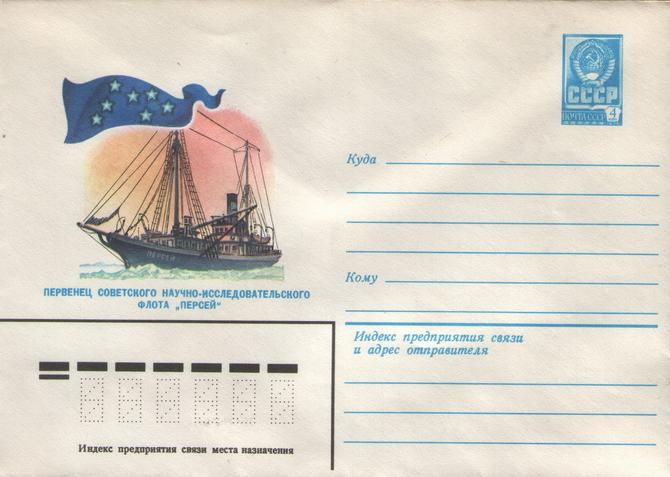
Radziecka całostka pocztowa z 1979 roku

Całostka pocztowa – druk pocztowy (karta, koperta, sekretnik, opaska gazetowa, blankiet telegraficzny) opatrzony wydrukowanym na nim znakiem opłaty, upoważniający do uzyskania usługi pocztowej określonej taryfą pocztową.